# Barely Legal
Barely Legal («Едва-едва легально») — восьмая серия пятого сезона мультсериала «Гриффины». Премьерный показ состоялся 17 декабря 2006 года на канале FOX.

## Сюжет
Мэр Адам Вест отправляет в Картахену (Колумбия) всю полицию Куахога (кроме инвалида Джо) на поиски вымышленного телевизионного персонажа. Чтобы помочь другу в борьбе с преступностью, в ряды полиции вступают Питер, Кливленд и Куагмир.
Тем временем Мег угрожает совершить самоубийство из-за своего очередного неудачного свидания. Брайан решает помочь девочке, идёт с ней на вечеринку, где он напивается. Мег восхищена тем, как он «отшил» её вечную соперницу Конни Д’Амико, и воображает собаку своим молодым человеком. Мег влюбляется в Брайана и через несколько дней, несмотря на протесты Брайана, она оглушает пса, кидает в багажник своей машины и увозит в неизвестном направлении.
Крис рассказывает Лоис о том, что Мег похитила Брайана, и Джо с новоиспечёнными друзьями-полицейскими бросаются за ними вдогонку. Настигнув парочку в гостинице, все видят, что Мег уже почти занимается любовью с собакой, привязав его к стулу.
Позже Мег имеет разговор с Куагмиром, который просит «не вырастать слишком быстро, ведь где-то её ждёт подходящий молодой человек» (not to grow up too fast and that the right person is out there somewhere just waiting for her). Всё осознав, девочка понимает, что Брайан ей не пара.
В течение финальных титров Том Такер сообщает, что полиция Куахога вернулась с задания в город.

## Создание[1]
Автор сценария: Киркер Батлер
Режиссёр: Зэк Монкриф
Композитор: Рон Джоунс
Приглашённые знаменитости: Дрю Бэрримор, Гарретт Моррис (в роли директора Нью-Йоркской школы слабослышащих (New York School for the Hard-of-Hearing) — камео), Алекс Брекенридж, Наташа Мельник и Лори Алан

## Интересные факты